# Istarski mozaik
Istarski mozaik je bio puljski časopis Matice hrvatske za kulturu, književnost i društv. pitanja Istre.

## Povijest
Naziv je dobio prema programu da se Istra prikaže mozaično, tj. sa svim njezinim duhovnim i materijalnim vrijednostima.
Izlazio je od 1963. do 1974. godine. Iako je ideja o njegovu pokretanju postojala još 1951 (Tone Peruško, Josip Bratulić i Vinko Antić), pokrenut je 1963. na inicijativu Kulturno-prosvjetne zajednice i Društva za književnost i umjetnost Istre u Puli, tj. kult. i javnih djelatnika Pule. Jedan od osnivača je Stjepan Ivezić.
Do 1964. izdavalo ga je Društvo za književnost i umjetnost Istre, 1965–71. Ogranak Matice hrvatske u Puli, potom od 1972. NIP »Glas Istre« u Puli. Izašao je 41 svezak (58 brojeva) na 4798 str. Nije izlazio redovito, a godišnje je varirao između 4 i 6 svezaka, osim 1974., kada je tiskan samo jedan broj. Tijekom izlaženja mijenjali su se visina naklade te grafičke i tehničke opreme. Od br. 3/1974. nastavio je izlaziti pod novim naslovom Istra, za koji se vezuje godinom i brojem.

## Prilozi, teme, jezik
Priloge su objavljivali mnogi istaknuti književnici, povjesničari, lik. umjetnici te kulturno-prosvj. i javni djelatnici. Tiskane su bile i studije i rasprave iz demografije, politike, regionalnoga gospodarstva, javne uprave, odgoja i obrazovanja, etnologije i etnografije, medicine, rudarstva i prometa, poljodjelstva, stočarstva i šumarstva, industrije, trgovine i prometa, prostornoga planiranja i arhitekture, lik. umjetnosti, filma, glazbe, kazališta i športa, hrvatskog jezika, arheologije i povijesti te mnogobrojni osvrti i prikazi, dokumenti, ankete, razgovori, bilješke i informacije. Premda je temeljno opredjeljenje časopisa bilo objavljivanje priloga o Istri iz pera autora iz Istre, odnosno Hrvatske, s manjim su udjelom bile zastupljene i srpska, slovenska i makedonska te njemačka, talijanka, talijanska književnost u Istri, te češke, bugarska, i albanska književnost. Istarski mozaik potaknuo je stvaranje i objavljivanje istarske čakavske dijalektalne književnosti. Zaživio je na prostoru na kojem prije njega i osim njega nije bilo srodnoga časopisa, tj. bez tradicije, konkurencije i znatne potpore. Iz anonimnosti je izvukao kulturu toga dijela Hrvatske i kontinuirano pratio stanje u kulturi Istre, održavši razinu kvalitete tadašnjih istovrsnih hrvatskih časopisa.

## Urednici i uredništvo
Preko godina izlaženja Istarski mozaik imao je sljedeće urednike:
- Marijan Grakalić 1963–66.
- Miroslav Bertoša 1967–68.
- Miroslav Sinčić 1969–74.

U sjeni odgovornih djelovao je T. Peruško, iskusan publicist, čije su stavove i mišljenja svi uvažavali.
Članovi uredništva bili su:
- J. Percan
- Tatjana Arambašin Slišković
- V. Božac
- B. Barjaktarević
- Ljubica Ivezić
- M. Bizjak
- Miroslav Bertoša
- I. Borovečki
- Herman Buršić
- A. Crnobori
- V. Jurcan
- T. Peruško
- Milan Šebelić
- Stjepan Vukušić
- Tugomil Ujčić
- M. Sinčić
- V. Krizmanić
- Ive Siljan
- K. Grgić
- A. Debeljuh
- E. Matikio
- Mario Mikolić
- R. Percan
- M. Racan
- Ivan Rudan